# Improvizovani eksplozivni uređaj
Improvizovani eksplozivan uređaj (engl. improvised explosive device - IED) je bomba konstruirana i razmeštena na načine koji se razlikuju od konvencionalnog vojnog dejstva. Takvi uređaju mogu da budu izrađeni od konvencionalnog vojnog eksploziva, poput artiljerijske granate, pričvršćene na detonacijski mehanizam. IED-ovi se obično koriste kao drumske bombe.
IED-ovi se generalno sreću u teškim terorističkim akcijama ili u asimetričnom nekonvencionalnom ratovanju pobunjeničkih gerilaca ili komandosa u operacijskom teatru. U drugom Iračkom ratu ovi uređaji su intenzivno korišteni protiv invazijskih snaga pod vodstvom SAD, i do kraja 2007. bili su odgovorni za oko 63% koalicijskih smrtinih slučajeva u Iraku. U Afganistanu ih koriste i pobunjeničke grupe, a prouzrokovali su preko 66% koalicijskih žrtava u ratu u Afganistanu od 2001. do danas.
IED-ove su naširoko koristili i pripadnici pobunjeničke organizacije Tamilski tigrovi (LTTE) protiv vojnih ciljeva u Šri Lanki.
IED-ove koriste teroristi Oslobodilačke armije Beludžistana (BLA), Oslobodilačkog fronta Beludžistana (BLF), Republikanska armija Beludžistana (BRA) i Republikanska garda Beludžistana (BRG) za uništavanje vozila pakistanskih snaga u Beludžistanu. Oni su korišteni od pete pobune u Belokistanu od 2000. godine do danas.

## Zaleđina
Improvizovani eksplozivni uređaj je bomba proizvedena na improvizovan način koja uključuje razarajuće, smrtonosne, štetne, pirotehničke ili zapaljive hemikalije, i osmišljena je da uništi ili onesposobi osoblje ili vozila. U nekim slučajevima, IED-ovi se koriste za odvraćanje, ometanje ili zadržavanje neprijateljskih snaga, olakšavajući neku drugu vrstu napada. IED-ovi mogu da sadrže vojne ili komercijalne eksplozive, i često kombinuju obe vrste, ili se na drugi način mogu praviti sa domaćim eksplozivima (HME). HME laboratorija odnosi se na kućnu laboratoriju eksploziva ili na fizičku lokaciju gde su uređaji napravljeni.
IED ima pet komponenti: prekidač (aktivator), inicijator (osigurač), spremnik (telo), naboj (eksploziv) i izvor napajanja (baterija). IED dizajniran za upotrebu protiv oklopnih ciljeva kao što su nosači osoblja ili tenkovi se dizajnira za prodor oklopa, korišćenjem oblikovanog naboja koji stvara eksplozivno formiranu penetraciju. IED-ovi su izuzetno raznovrsni u dizajnu i mogu da sadrže mnogo vrsta inicijatora, detonatora, penetratora i eksplozivnih punjenja.
Antipersonalni IED tipično takođe sadrži i objekte za generisanje fragmentacije, kao što su ekseri, kuglični ležajevi ili čak male stene da bi se izazvale rane na većim rastojanjima nego što bi se samim potisnim pritiskom eksplozije moglo ostvariti. U sukobima 21. veka, protivpešadijske improvizovane eksplozivne naprave (IED) delimično su zamenile konvencionalne ili vojne nagazne mine kao izvor povreda (pešaka) vojnika i civila. Za ove povrede je objavljeno u časopisu BMJ Open da su mnogo gore kod improvizovanih eksplozivnih uređaja nego kod nagaznih mina, što je rezultiralo višestrukim amputacijama udova i osakaćivanjem donje dela tela. Ova kombinacija povreda dobila je ime „pešačka kompleksna povreda od eksplozije” i smatra se da je najgori preživljiv vid povreda ikad viđen u ratu.
Improvizovani eksplozivni uređaji se pokreću različitim metodama, uključujući daljinski upravljač, infracrveni ili magnetni okidač, šipke osetljive na pritisak ili spotičuće žice (pokretane žrtvom). U nekim slučajevima višestruki IED-ovi povezani su u dejzi lanac rašireni duž kolovoza, kako bi napao konvoj vozila

### Po bojevoj glavi
Rečnik vojnih i srodnih termina (JCS Pub 1-02) uključuje dve definicije za improvizovane naprave: improvizovane eksplozivne naprave (engl. improvised explosive devices, IED) i improvizovane nuklearne naprave (engl. improvised nuclear device, IND). Ove definicije se odnose na nuklearno i eksplozivno u CBRNe. To ostavlja hemijske, biološke i radiološke naprave nedefinisanim. Četiri definicije su kreirane da se nadovezuju na strukturu JCS definicije. Izrazi su stvoreni da standardizuju jezika hitnih službi i pripadnika vojske i da povežu operativnu sliku.

#### Eksplozivi
Uređaj postavljen ili proizveden na improvizovani način koji uključuje destruktivne, smrtonosne, štetne, pirotehničke ili zapaljive hemikalije i dizajniran da uništi, onesposobi, uznemirava ili ometa. Može da sadrži vojne delove, ali je obično napravljen od nevojnih komponenti.

#### Usmereni naboji
Usmereno fokusirana naelektrisanja (poznata i kao usmerena fokusirana fragmentarna naelektrisanja u zavisnosti od konstrukcije) su veoma slična EFP-ima, sa glavnom razlikom što je gornja ploča obično ravna i nije konkavna. Takođe se ne pravi od obrađenog bakra, već je mnogo jeftiniji liveni ili rezani metal. Kada je napravljen za fragmentaciju, sadržaj punjenja su obično navrtke, zavrtnji, kuglični ležajevi i drugi slični proizvodi od gelera i eksploziv. Ako se sastoji samo od ravne metalne ploče, poznat je kao tanjir, koji ima sličnu ulogu kao EFP sa smanjenim efektom ali lakšom konstrukcijom.

### Mehanizmom isporuke

#### Auto
Vozilo može biti napunjeno eksplozivom, postavljeno da eksplodira daljinskim upravljačem ili od strane putnika/vozača, opšte poznato kao auto-bomba ili IED na vozilu (VBIED, izgovara se vi-bid). Ponekad je vozač automobila bombe mogao biti primoran da isporuči vozilo pod prinudom, situacija poznata kao proki bomba. Prepoznatljive karakteristike su vozila sa niskom vožnjom sa prekomernom težinom, vozila sa samo jednim putnikom i ona kod kojih unutrašnjost vozila izgleda kao da je skinuta i ponovo izgrađena. Auto-bombe mogu da ponesu hiljade funti eksploziva i mogu biti dopunjene gelerima kako bi se povećala fragmentacija. Američki Stejt department objavio je vodič za podizanje svesti o automobilskoj bombi.
ISIS je koristio kamionske bombe sa razornim efektima.

#### Brod
Čamci natovareni eksplozivom mogu se koristiti protiv brodova i područja povezanih sa vodom. Rani primer ovog tipa bili su japanski čamci samoubice Šinio tokom Drugog svetskog rata. Čamci su bili napunjeni eksplozivom i pokušavali su da se zabiju u savezničke brodove, ponekad uspešno, te su potopili ili ozbiljno oštetili nekoliko američkih brodova do kraja rata. Bombaši samoubice su koristili IED na brodu da napadnu USS Kol; Američke i britanske trupe su takođe ubijene od IED-a na čamcima u Iraku. Deo Tamilskih tigrova zvan Morski tigrovi su takođe koristili SWBIED tokom Građanskog rata u Šri Lanki.

## Literatura
- Eiran, Ehud (maj 2007). The Essence of Longing: General Erez Gerstein and the War in Lebanon (на језику: хебрејски). Miskal — Yedioth Ahronoth Books and Chemed Books.
- Arkin, William M. (avgust 2007). „Divine Victory for Whom? Airpower in the 2006 Israel-Hezbollah War”. Strategic Studies Quarterly. Maxwell Air Force Base, Alabama: United States Air ForceAir Education and Training Command Air University. Winter 2007. Приступљено 3. 12. 2008.

## Spoljašnje veze
- -{Clearing Bombs in Afghanistan - slideshow by Life magazine